# Henricia abyssalis
Henricia abyssalis is een zeester uit de familie Echinasteridae.
De wetenschappelijke naam van de soort werd in 1933 gepubliceerd door Theodor Mortensen.